# ニコラス・ザイヴァルト
ニコラス・ザイヴァルト（ドイツ語: Nicolas Seiwald、2001年5月4日 - ）は、オーストリアのサッカー選手。RBライプツィヒ所属。オーストリア代表。ポジションはMF。

## クラブ歴
2009年にレッドブル・ザルツブルクの下部組織に加入しサッカーを始めた。2019年5月24日にFCリーフェリングでプロ初出場を記録した。2020年11月21日にはトップチームのスターティングメンバーに名を連ね、初出場を記録した。2022年10月11日に行われたUEFAチャンピオンズリーグ 2022-23 グループリーグのNKディナモ・ザグレブ戦でUEFA主催試合初得点を記録した。
2023年2月26日、2023-24シーズンからのRBライプツィヒへの移籍が発表された。

## 代表歴
U-15からの各年代での出場経歴がある。
A代表初出場は2021年11月12日に行われた2022 FIFAワールドカップ・ヨーロッパ予選グループF・イスラエル代表戦であった。